# ستيف سايمور (مدرب كرة سلة)
ستيف سايمور (بالإنجليزية: Steve Seymour)‏ هو مدرب كرة سلة أمريكي، ولد في 18 مايو 1959 في Rockland, Massachusetts ‏ في الولايات المتحدة.